# Триборид диосмия
Триборид диосмия — бинарное неорганическое соединение
осмия и бора
с формулой Os2B3,
кристаллы.

## Получение
- Сплавление стехиометрических количеств чистых веществ:

{\displaystyle {\mathsf {2\ Os+3B\ {\xrightarrow {1625^{o}C}}\ Os_{2}B_{3}}}}

## Физические свойства
Триборид диосмия образует кристаллы
гексагональной сингонии,
пространственная группа P 63/mmc,
параметры ячейки a = 0,291451 нм, c = 1,29213 нм, Z = 2
.